# Michel Puig
Michel Puig, né en 1930, est un musicien, compositeur et metteur en scène de théâtre français.

## Biographie
Pendant ses études en littérature et histoire de l'art, Michel Puig travaille la composition musicale avec René Leibowitz. Il suit de près l'évolution du jazz (de Thelonius Monk en particulier). Il se lie avec des peintres proches de l'abstraction lyrique (Jacques Pajak, Wilfrid Moser, Jean Messagier, Judit Reigl, René Duvillier et les sculpteurs Alicia Penalba et Piotr Kowalski) et noue des amitiés avec Jean-Claude Casadesus, Jean-Pierre Drouet et Vinko Globokar. Il compose ses premières œuvres au début des années 60, puis s'oriente vers le théâtre musical. J.-P. Drouet le fait entrer comme musicien dans la troupe de Jean-Marie Serreau. Il y rencontre Michael Lonsdale, et ensemble ils fondent en 1972 le Théâtre musical des Ulis, compagnie de théâtre musical subventionnée par le ministère de la Culture.
Dans ce cadre, il a réalisé une vingtaine de spectacles (comme auteur, musicien ou metteur en scène), et commence au même moment une longue collaboration avec Catherine Dasté.
Il a enseigné au département de musique de l'Université Paris VIII et à l'Institut d'études théâtrales de Université de Paris X.